# 結婚那件事
《結婚那件事》（英語：The Wedding Diary）是一齣2012年马来西亚合資電影，由馬來西亞導演鄭建國執導，阿牛，江若琳和惠英紅領銜主演。

## 劇情
來自檳城的福建小子蔡偉傑（阿牛）在新加坡任職工程師。在一次偶然機會下結識了富家女張芷欣（江若琳）（原籍廣東），二人不久之後發展成為情侶。 芷欣在一次偶然機會之下看見了一個垂危女病人跟男朋友結婚的場面，令她非常感動，決定立即嫁給蔡偉傑。蔡偉傑此時才發現原來張芷欣父親張科林（朱厚任）是新加坡富戶。為了不讓岳父母瞧不起，他決心拒絕雙方家長的協助，獨力承擔豪華婚禮的龐大開支。最後婚禮開支高達十萬新加坡元，偉傑心想可以用禮金來償還，可是卻發現禮金不翼而飛。偉傑和芷欣本打算趁父親阿獅（陳建彬）和親友來新加坡出席婚禮時，陪伴他們到各景點遊玩，可是偉傑為了解決欠款問題，訛稱公司同事出了意外先行離去。
在好友Jeremy（陳泓宇）鼓勵下，二人將帶著僅有的兩萬元進入賭場博一博，結果也輸光。走投無路之際，二人得到了一袋拍電影用的偽鈔，卻誤以為是真錢。偉傑拿著這筆錢往酒店還錢時，被揭發是偽鈔因而被捕。Jeremy只好找張科林來為他解困。同時，芷欣在街上遇上偉傑的同事，發現他說謊之後，非常憤怒。但是當她發現原來偉傑一心打算用來償還酒席費用的禮金，原來是被母親（惠英紅）拿走之後，她才了解事情的始末。
偉傑父親阿獅在返回檳城途中發生交通意外重傷，偉傑留下字條在家中就馬上出發返回檳城探望父親。芷欣和父母也一起趕去。偉傑和芷欣重修舊好。偉傑發現父親非常著緊一隻本打算用來送給母親的手錶，心想將它修理好之後，可以激勵父親的生存意志，便四處找尋工匠修理它。在岳父母的協助下，偉傑終於找到了一個懂得修理的工匠，並從工匠口中得知父母和手錶之間的故事，令他和芷欣大為感動。手錶修好之後，阿獅亦宣告甦醒。眾人在檳城慶祝他的康復。

## 主要演員
- 阿牛 饰 蔡偉傑
- 江若琳 饰 張芷欣
- 惠英紅 饰 張科林太太
- 朱厚任 饰 張科林
- 陳泓宇 饰 Jeremy
- 陳建彬 饰 蔡亚獅
- 童冰玉 饰 Pat
- 鄧妙華 饰 Amy
- 庄雪梅 饰 阿欣

## 主題曲
主題曲 Will You Marry Me
- 作曲：陳慶祥（阿牛）
- 作詞：李志清
- 主唱：陳慶祥（阿牛）、江若琳

## 票房
《結婚那件事》在馬來西亞獲得了380萬馬幣的總票房成績。

## 續集
由於《结婚那件事》票房卖收新马兩國520万馬幣的佳绩，因此製片商決定開拍《結婚那件事之後》，讲述伟杰与芷欣婚后的育兒生活。

## 獎項
| 獎項                 | 獎項                | 受獎者 | 階段／結果 |
| -------------------- | ------------------- | ------ | ---------- |
| 第一屆金箏獎         |                     |        |            |
| 最佳電影             | 《結婚那件事》      | 提名   |            |
| 最佳導演             | 鄭建國              | 提名   |            |
| 最佳男主角           | 陳慶祥              | 提名   |            |
| 最佳女主角           | 江若琳              | 提名   |            |
| 最佳男配角           | 陳建彬              | 提名   |            |
| 最佳女配角           | 惠英紅              | 獲獎   |            |
| 最佳造型             | 徐淑娟              | 提名   |            |
| 最佳美術             | 陈泓羽              | 提名   |            |
| 最佳攝影             | 杨俊麟              | 提名   |            |
| 最佳剪接             | 奕超                | 提名   |            |
| 最佳音效             | Sunit Asvinikul     | 提名   |            |
| 最佳音樂             | 饶善强              | 提名   |            |
| 最佳電影主题曲       | “Will You Marry Me” | 提名   |            |
| 最受歡迎大馬中文電影 | 《结婚那件事》      | 獲獎   |            |

## 外部連結
- 互联网电影数据库（IMDb）上《結婚那件事》的资料（英文）
- 結婚那件事在香港影庫上的簡介